# Liste der Mitglieder des Landtages (Freistaat Mecklenburg-Strelitz) (5. Wahlperiode)
Diese Liste gibt einen Überblick über alle Mitglieder des Landtags des Freistaates Mecklenburg-Strelitz in der 5. Wahlperiode (1928 bis 1932).

## A
- Richard Ahrens (DNVP)
- Friedrich Albrecht (DNVP)
- Wilhelm Anders (Neubrandenburg) (SPD)

## B
- Karl Bartosch (SPD)
- Willy Behrns (DDP)
- Hermann Bodin (SPD)
- Heinrich Burmeister (Schönberg) (DNVP)

## D
- Friedrich Drews (SPD)

## F
- Fritz Foth (SPD)
- Otto Fröhmcke (WV)

## G
- Max Gau (?)
- Franz Gundlach (WV)

## H
- Otto Hauck (DNVP)
- Otto Heipertz (BAM (DVP))
- Georg Hinz (BAM)
- Roderich Hustaedt (WV (DDP))

## J
- Heinrich Jacobs (Schönberg) (WV)

## L
- Otto Lange (DNVP)
- Max Leistner (KPD)

## M
- Georg Maaß (DNVP)
- Heinrich von Michael (DNVP)
- Adolf Middelstädt (SPD)

## N
- Bernhard Nebe (WV)

## O
- Friedrich Otten (DNVP)

## P
- Rudolf Pape (BAM)

## R
- Franz Radloff (?)
- Ferdinand Ramin (SPD)
- Karl Rohde (WV)

## S
- Wilhelm Schmidt (Herrnburg) (SPD)
- Erich Schmidt (Neubrandenburg) (KPD)
- Max Schneider (BAM)
- Richard Schreckhas (DVP ?)
- Willi Schultz (KPD)
- Friedrich Schwarzer (SPD)
- Wilhelm Sengpiel (SPD)
- Karl Siegemund (SPD)

## T
- Hermann Tischer (SPD)
- Wilhelm Törper (SPD)

## V
- Heinrich Vierig (?)
- Rudolf Vogler (SPD)

## W
- Wilhelm von Waldow (DNVP)